# Ptychobela salebra
Ptychobela salebra é uma espécie de gastrópode do gênero Ptychobela, pertencente a família Pseudomelatomidae.